# Jean 8. af Bourbon-Vendôme
Jean 8. af Bourbon-Vendôme (født 1428, død 6. januar 1477) var greve af Vendôme fra 1446 til 1477. Som ung deltog Jean i Hundredårskrigen på fransk side. 
Jean var hofmand hos kong Karl 7. af Frankrig, og han deltog i kroningen af Ludvig 11. af Frankrig i 1461. Under opstanden mod den nye konge kæmpede Jean på kongens side, men han vandt ikke kong Ludvigs yndest. Han blev dog ridder af Sankt Mikaels orden, der dengang var Frankrigs fornemste orden. 
Efter at Jean havde forladt hoffet, brugte han resten af sit liv på at udvikle sit grevskab. 

## Familie
Jean 8. var efterkommer af kong Ludvig 9. af Frankrig (død 1270), og han blev tipoldefar til kong Henrik 4. af Frankrig. 
Han var søn af grev Ludvig 1. af Bourbon-Vendôme og Jeanne de Montfort-Laval. 
I 1454 giftede Jean sig med Isabelle de Beauvau (1436-1475), dame af Champigny og La Roche-sur-Yon. De fik otte børn. Sønnen Frans af Bourbon-Vendôme blev greve af Vendôme. 
1. ↑  Navnet er anført på engelsk og stammer fra Wikidata hvor navnet endnu ikke findes på dansk.
2. ↑  Navnet er anført på engelsk og stammer fra Wikidata hvor navnet endnu ikke findes på dansk.